# Канова (Бјела)
Канова је насеље у Италији у округу Бијела, региону Пијемонт.
Према процени из 2011. у насељу је живело 85 становника. Насеље се налази на надморској висини од 649 м.